# White Dwarf
White Dwarf es una revista publicada por la empresa multinacional británica Games Workshop. Es una revista sobre modelismo dedicada exclusivamente a los juegos de miniaturas producidos por Games Workshop, principalmente Warhammer Age of Sigmar, Warhammer 40.000 y The Lord of the Rings. 
El nombre de la revista dio lugar a un personaje especial de los ejércitos de enanos de Warhammer Fantasy Battle llamado «Grombrindal the White Dwarf» («Grombrindal el Enano Blanco» en castellano). Las reglas para llevar este personaje en el ejército van apareciendo cada cierto tiempo en la revista.

## Historia
Ian Livingstone, su editor y cofundador, junto a Steve Jackson, empezó a publicar White Dwarf en el Reino Unido en 1977. En España no apareció hasta noviembre de 1993, costando 475 pesetas y de publicación bimensual. Al poco tiempo pasó a ser de publicación mensual y en la actualidad se sigue publicando.

## Contenido
El contenido de la revista se divide entre los tres juegos principales nombrados anteriormente. Aproximadamente cada uno de los juegos ocupa una extensión parecida, aunque The Lord of the Rings tiende a ocupar un poco menos que los demás.
En la revista aparecen relatos, próximos lanzamientos de juegos y miniaturas, consejos para pintar miniaturas o coleccionar los distintos ejércitos y estrategias para las batallas representadas en los juegos. Una de las características principales de la revista son los Informes de Batalla. Consisten en informes expresados paso a paso sobre la manera en que se ha ido desarrollando una batalla entre dos ejércitos, comenzando desde la elección de las tropas por parte de cada uno de los dos contendientes hasta llegar al resultado final y las conclusiones que de él han de obtenerse, todo ello ilustrado con fotografías y diagramas sobre el transcurso de las partidas.